# Stadsomwalling van Mechelen
De stadsomwalling van Mechelen was een geheel van aarden vesten, muren, bolwerken en stadspoorten die de Belgische stad Mechelen omringde. De Mechelse stadsomwalling telde twaalf poorten, bestaande uit zeven grote poorten op de invalswegen, en vijf kleine poorten. Hiervan staat enkel nog de uit ca. 1300 daterende Brusselpoort overeind. Daarnaast bleef de 17e-eeuwse "Centjesmuur" bewaard, hij deed dienst als afsluitingsmuur van het begijnhof.
|  |

## Geschiedenis

### Eerste omwalling

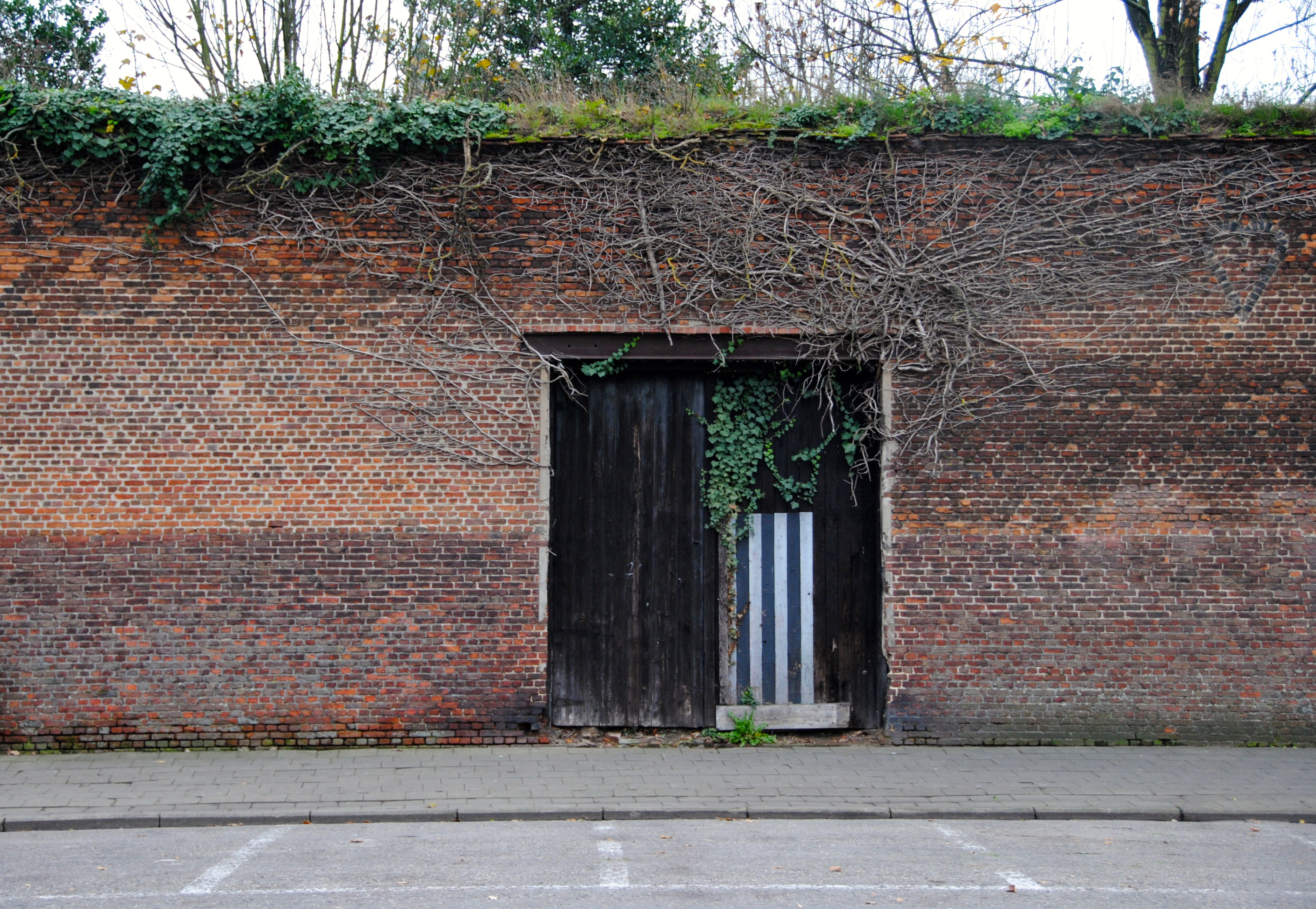
Centjesmuur

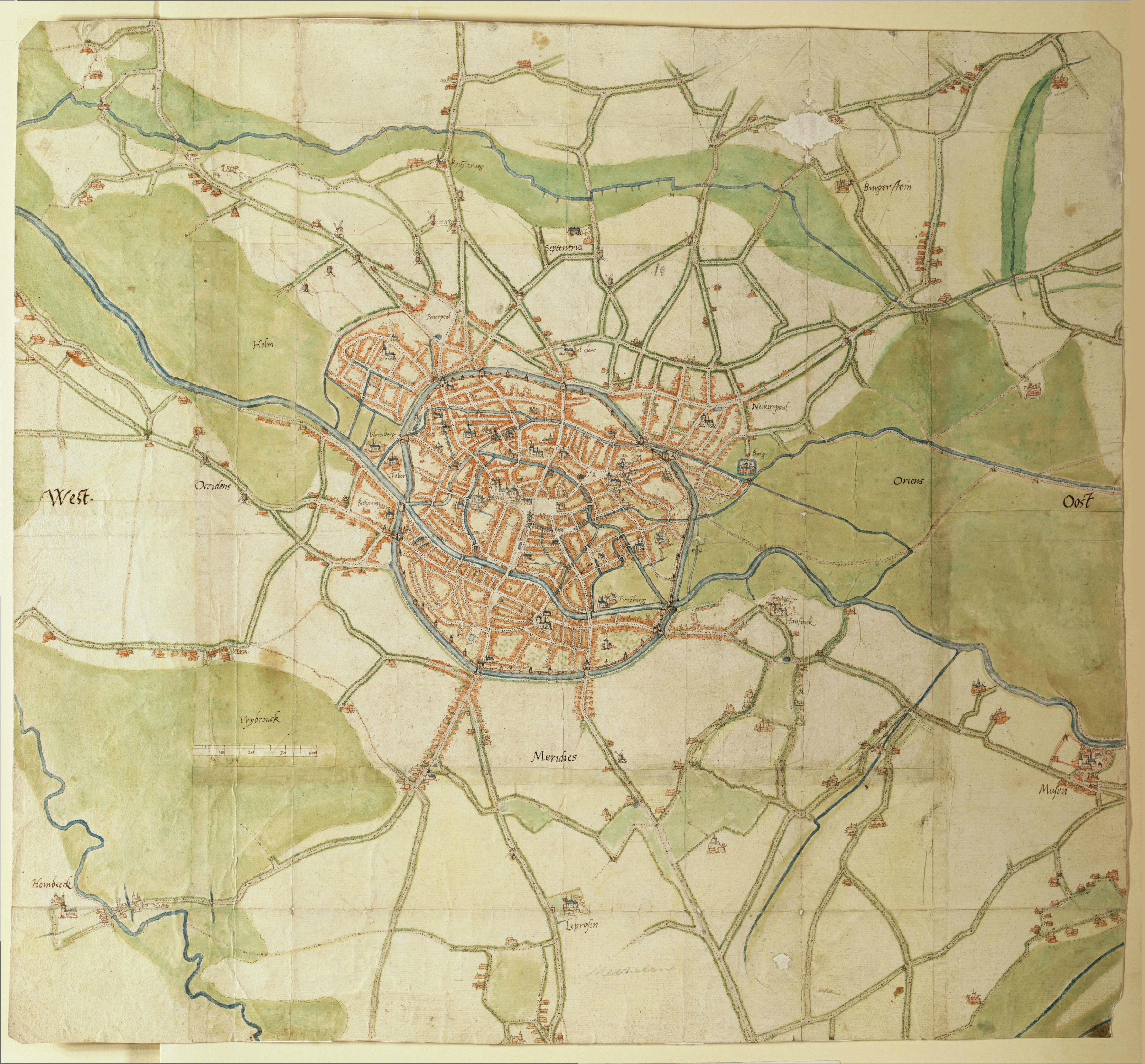
Stadsplan met omwalling in 1550, getekend door de cartograaf Jacob van Deventer

Rond het jaar 1000 had Mechelen al een eerste omwalling. Ze zou gelopen hebben langs het Hertshoornstraatje, De Langhestraat, Ganzendries, Milsenstraat, Gebroeders Verhaegenstraat verder langs 't Plein en zo tot aan de Dijle. Het ging vermoedelijk enkel om een aarden wal met houten palen en drie poorten: een Vlaamse poort, een Leuvense poort en een Brusselse poort. De stad bloeide en breidde uit, ook op de rechteroever van de Dijle. Voor de 13e eeuw was er ook al een omwalling op de rechteroever, maar de juiste plaats van deze verdwenen omwalling is onduidelijk. Het Charter van 10 november 1268 van Wouter Berthout, heer van Mechelen, vermeldt reeds stadsgrachten en versterkingen.

### Vesten
De eerste omwalling werd vervangen tussen 1264 en 1301. Deze omwalling van zo'n 5,5 km viel grotendeels samen met de tegenwoordige vesten rond de 230 ha grote Mechelse binnenstad. De omwalling bestond uit een gracht, die op het breedste punt 63 meter breed was, een aarden wal of vest met gedeeltelijke bemuring en twaalf poorten. Tussen twee stadspoorten was de muur versterkt met halfbolle torens of vestingtorens. Op het plan van de stad van Jan van Hanswijck kan men 31 van zulke torens tellen. Deze torens en de poorten waren uitgerust met schietgaten. Een watermolen op de Dijle zorgde voor het waterpeil in de gracht. In 1381 en de daaropvolgende jaren werden de poorten en de omwalling nog versterkt. 
In 1578 werden alle poorten tot de helft van hun hoogte afgebroken om ze minder kwetsbaar te maken voor de krachtigere artillerie van die tijd. Er kwamen ook aarden bolwerken of bastions aan de buitenzijde van de stadsgracht. Halfweg de 16e eeuw telde de stadsomwalling al drie ravelijnen (voorschansen in de vorm van een halve maan). Op bevel van de Spaanse landvoogd werden tussen 1670 en 1675 in totaal 17 ravelijnen  met contrescarpen aangelegd, waarvan er zeven voor stadspoorten lagen. 
De bakstenen "Centjesmuur" werd na 1660 gebouwd als afsluiting van het Groot Begijnhof van Mechelen. Deze muur, waarvan ongeveer de helft nog overeind staat, werd aanvankelijk "Oordjesmuur" genoemd, naar het muntje dat de begijnen wekelijks moesten betalen om de bouw te bekostigen. De muur langsheen de Guido Gezellelaan volgt het tracé van de stadsomwalling.
Onder keizer Jozef II werd in 1781 de afbraak van de buitenpoorten en bolwerken bevolen. Dit bevel gold voor de hele Oostenrijkse Nederlanden. Tegen 1784 waren alle buitenste verdedigingswerken (ravelijnen, contrescarpen, voorpoorten, schansen en blokhuizen) geslecht. In de Franse tijd werd bij besluit van 14 juni 1805 de afbraak van de stadsomwalling bevolen. In de daarop volgende jaren ging men over tot de afbraak van de meeste stadspoorten en -muren. De poorten hadden toen al hun verdedigende functie verloren. Wel dienden ze nog om tol of poortgeld te innen. In de plaats van de afgebroken poorten kwamen dan ook "commiezenhuisjes". Het systeem van poortgeld werd pas in 1860 afgeschaft. De laatste en bekendste van deze "commiezenhuizen", op het huidige Kardinaal Mercierplein, werden in 1961 afgebroken om plaats te maken voor het autoverkeer.

## Grote poorten
Dit waren niet noodzakelijk de grootste poorten, maar waren de poorten die uitgaven op invalswegen.

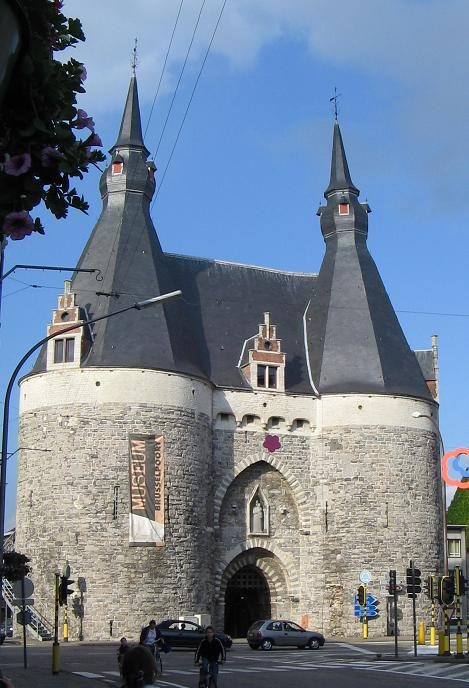
Brusselpoort

### (Nieuwe) Brusselpoort
De huidige Brusselpoort werd rond 1300 gebouwd in ruwe Doornikse steen en heette oorspronkelijk de Overste poort. Ze staat aan het einde van de Hoogstraat. Ze was de hoogste van de Mechelse stadspoorten en had als enige poort twee ronde torens. In 1433 werd deze poort hersteld en versterkt. De torens werden in 1584 verlaagd en de 2 ronde basistorens kregen een hoog dak, bekroond met twee bolvormige spitstorens. De voorpoort, buiten de muren, verdween in de achttiende eeuw. De poort kreeg de naam Nieuwe Brusselpoort toen in 1698 de nieuwe steenweg naar Brussel over Vilvoorde werd aangelegd. Vandaag is dit de enig overgebleven stadspoort van Mechelen. De poort heeft nog steeds haar zware eikenhouten afsluitingspoort en het mechanisme om deze poort op en neer te laten. In de 19e eeuw bestonden plannen om ook de Brusselpoort af te breken, maar dit werd verijdeld onder andere door bemiddeling van koning Leopold I.

### Oude Brusselpoort
De Oude Brusselpoort stond aan de oude weg naar Brussel, over Elewijt, Perk en Diegem. Zij bestond uit een grote ronde toren met een smallere toren erop. Van de 14e tot de 16e eeuw deed zij dienst als stadsgevangenis en ook zwakzinnigen werden er opgesloten. In 1578, bij de verlaging van alle poorten, werd de bovenste toren afgebroken. Deze poort werd afgebroken in 1839.

### Hanswijkpoort

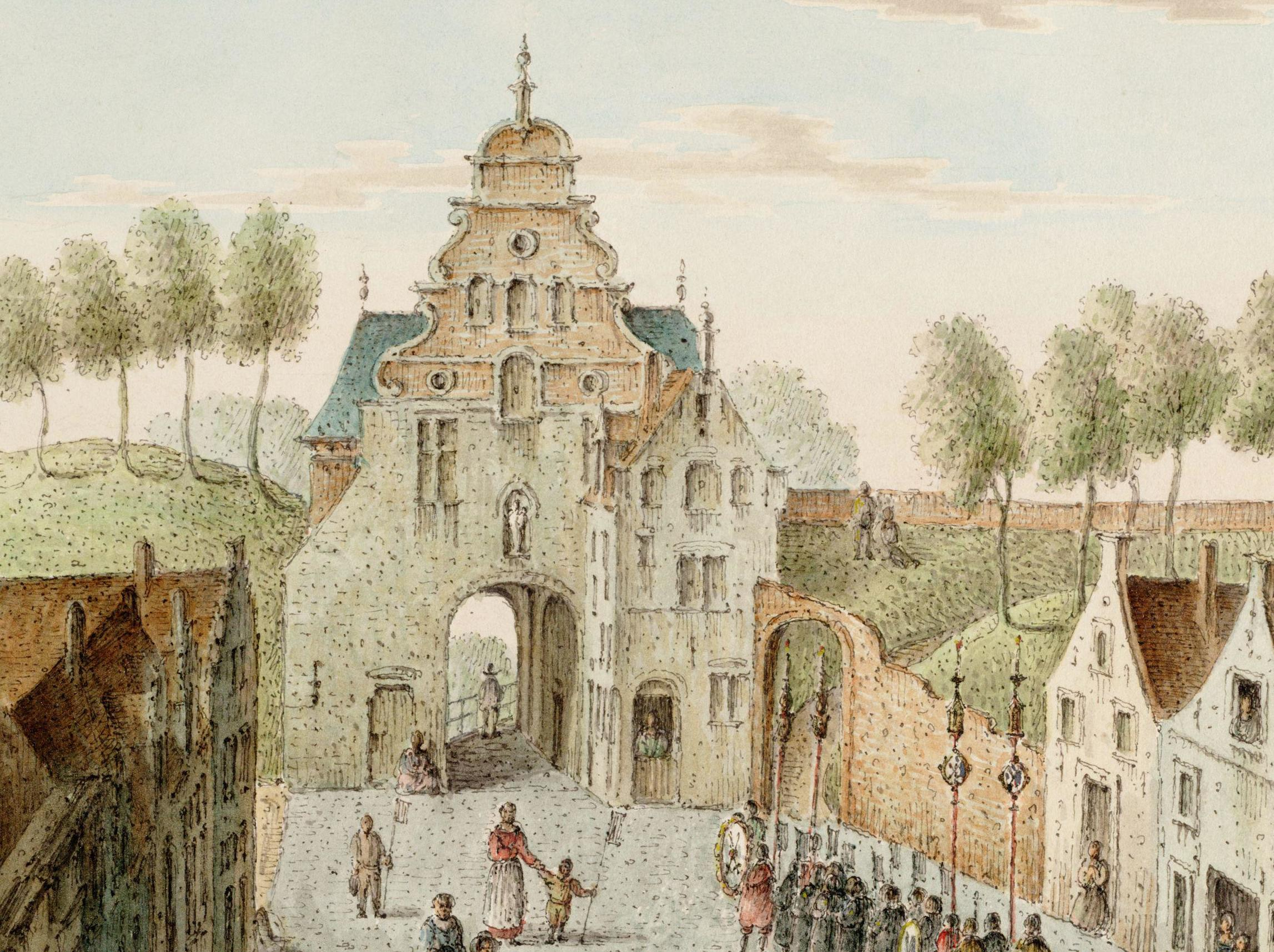
De Hanswijkpoort zoals ze eruitzag rond 1667 (Jan-Baptist De Noter)

Aan het einde van de Hanswijkstraat stond de Hanswijkpoort op de weg naar Leuven en Luik. De poort werd eerst ook Luikse en later Leuvense poort genoemd. De stadsgracht voor de poort was uitzonderlijk breed met een breedte van 63 meter. In 1445 werd deze poort hersteld en versterkt. In de 16e eeuw werd de poort verlaagd en kreeg later aan de binnenzijde een barok fronton. Een nieuwe stenen brug over de brede gracht werd gebouwd in 1752 en telde negen bogen. In 1808 werd de poort al gedeeltelijk gesloopt en in 1829 werden deze poort en de wallen errond volledig afgebroken. Later werd ook de gracht gedempt en ontstond het Raghenoplein. Tijdens graafwerken op dit plein in juli 1958 werden muren en gewelven van de afgebroken poort en ook de aanzet van de brug teruggevonden.

### Nekkerspoelpoort
Aan het eind van de Keizerstraat stond de Nekkerspoelpoort of Diestse poort, op de weg naar Diest. Oorspronkelijk was het een 13e-eeuws vierkanten, stenen complex met daartegen twee ronde torens. Op het vierkanten gebouw stonden eerst vier wachthuizen op de hoeken van de bovenste verdieping. In de 17e eeuw werden de twee bovenste verdiepingen afgebroken en vervangen door een verdieping in kareelsteen. In 1808 werd de vest tussen de Nekkerspoelpoort en de Koeipoort afgebroken. De Nekkerspoelpoort zelf werd in 1812 afgebroken.

### Koeipoort
Deze zware, ronde poort werd zo genoemd omdat langs hier het vee de stad binnenkwam. Ze bestond uit een toren met twee vooruitspringende steunmuren en een voorpoort bestaand zes kleine, gekoppelde rechthoekige torentjes. Na de sluiting van de Kerkhofpoort rond 1460 ging het verkeer richting Lier langs de Koeipoort. Eind 17e eeuw werd er een verdieping van de poort afgebroken en kreeg de poort een conisch dak. De voorpoort werd in 1801 gesloopt en de Koeipoort werd in 1806 gedeeltelijk afgebroken. In de plaats kwamen tolhuisjes die in 1847 samen met de resten van de poort werden afgebroken bij de verbreding van de stadsgracht.

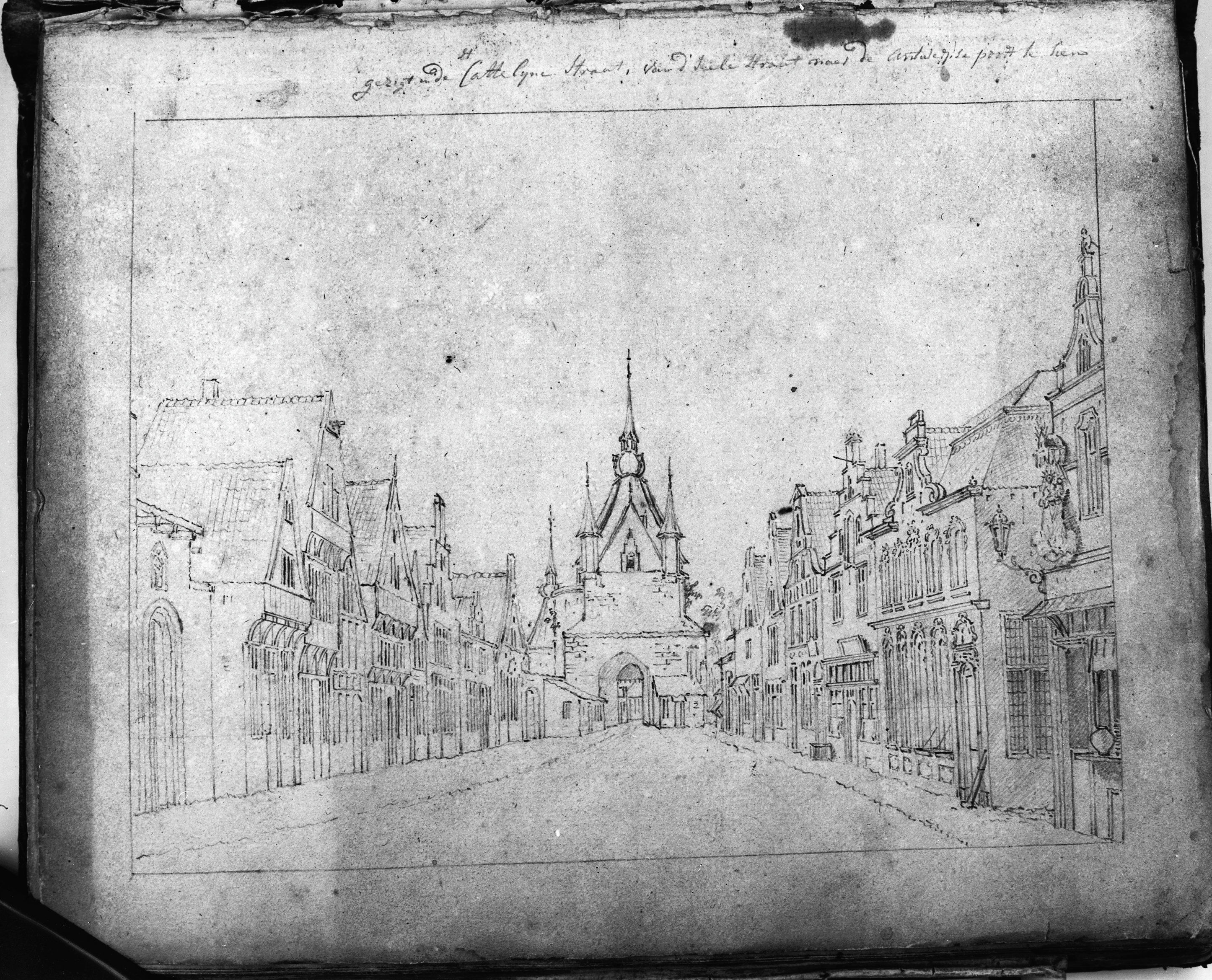
Binnenzijde van de Antwerpse poort, reproductie uit schetsboek D. Verrijk

### Katelijnepoort
De Katelijnepoort werd gebouwd in de dertiende eeuw en leidde aanvankelijk naar het begijnhof dat toen nog buiten de stad lag. In de middeleeuwen werd de Katelijnepoort ook gebruikt om "sotten" op te sluiten. Vanaf 1600 noemde men ze ook Antwerpse poort omdat het verkeer naar Antwerpen hierlangs ging na de sluiting van de Nonnenpoort. Deze poort werd eind 16e eeuw verlaagd en kreeg een hoog piramidaal dak van 33 meter hoog met daarop een windwijzer. De eigenlijke poort was maar 13,5 meter hoog. Tot het einde van de 18e eeuw had de Katelijnepoort ook een voorpoort, voorzien van torentjes en een puntdak. In 1806 werd de Katelijnevest afgebroken en in de plaats kwam een promenade. De Katelijnepoort werd afgebroken tussen 1806 en 1811. In de plaats kwamen tolhuisjes met een wipbrug of bascule, waarop karrenvrachten met hooi werden gewogen.

### Adegempoort
Deze poort stond op de weg naar Dendermonde en Gent. In de middeleeuwen werd zij ook Sint-Lambrechtspoort genoemd. De poort bestond uit een dikke ronde toren gebouwd in de 13e eeuw. Na de verlaging van de poort in de 16e eeuw werd deze bekroond met een piramidaal dak van 24 meter hoog. De poort werd in maart 1810 afgebroken. De poort werd toen opgemeten: ze was met dak 41,5 meter hoog, bezat 2,5 meter dikke muren en had een omtrek van 44,5 meter. Ter vervanging kwam er een brug met tolhuis en twee stenen zuilen met daartussen traliehekken. Dit "commiezenhuisje" werd op 10 september 1860 afgebroken. In 1813 werd de vest tussen de Adegempoort en de Nieuwe Brusselpoort afgebroken en kwam er een promenade in de plaats.

## Kleine poorten
De kleine poorten gaven niet uit op een belangrijke verbindingsweg naar andere steden. Tegen het einde van de 18e eeuw waren al deze poorten met uitzondering van de Waterpoort al niet meer in gebruik.

### Waterpoort
De Waterpoort of Winketpoort was een grote, belangrijke poort. Zij stond ter hoogte van de huidige Winketbrug. Ze had een smalle doorgang, waar enkel voetgangers, zich bukkende ruiters of smalle karren onder konden. Tegenover de Waterpoort stond de Vleeshouwerstoren waar oorspronkelijk geschut stond opgesteld. De resten van deze toren werden in 1813 afgebroken. Het winket was een houten valbrug die schepen toegang tot de stad kon belemmeren. In 1781 werd het winket vervangen door een draaibrug. De Waterpoort werd afgebroken in 1843, ondanks een negatief advies van de Commissie voor monumenten en bezwaar van koning Leopold I.

### Nonnenpoort
Deze poort stond tussen de Katelijnepoort en de Kerkhofpoort en leidde naar kloostergebouwen buiten de stadspoorten. Zij werd al afgesloten in 1584 op bevel van het calvinistisch stadsbestuur. De Nonnenpoort werd volledig afgebroken tussen 1806 en 1808.

### Kerkhofpoort
De Kerkhofpoort stond tussen de Nonnenpoort en de Koeipoort, aan het einde van de huidige G. de Stassartstraat. De poort had een omtrek van 49 meter. Zij diende oorspronkelijk voor het drukke verkeer naar Lier en Antwerpen. Zij werd al in 1460 dichtgemetseld. Al in de zeventiende eeuw was de brug verdwenen en in 1806 werd de poort gesloopt.

### Blokpoort

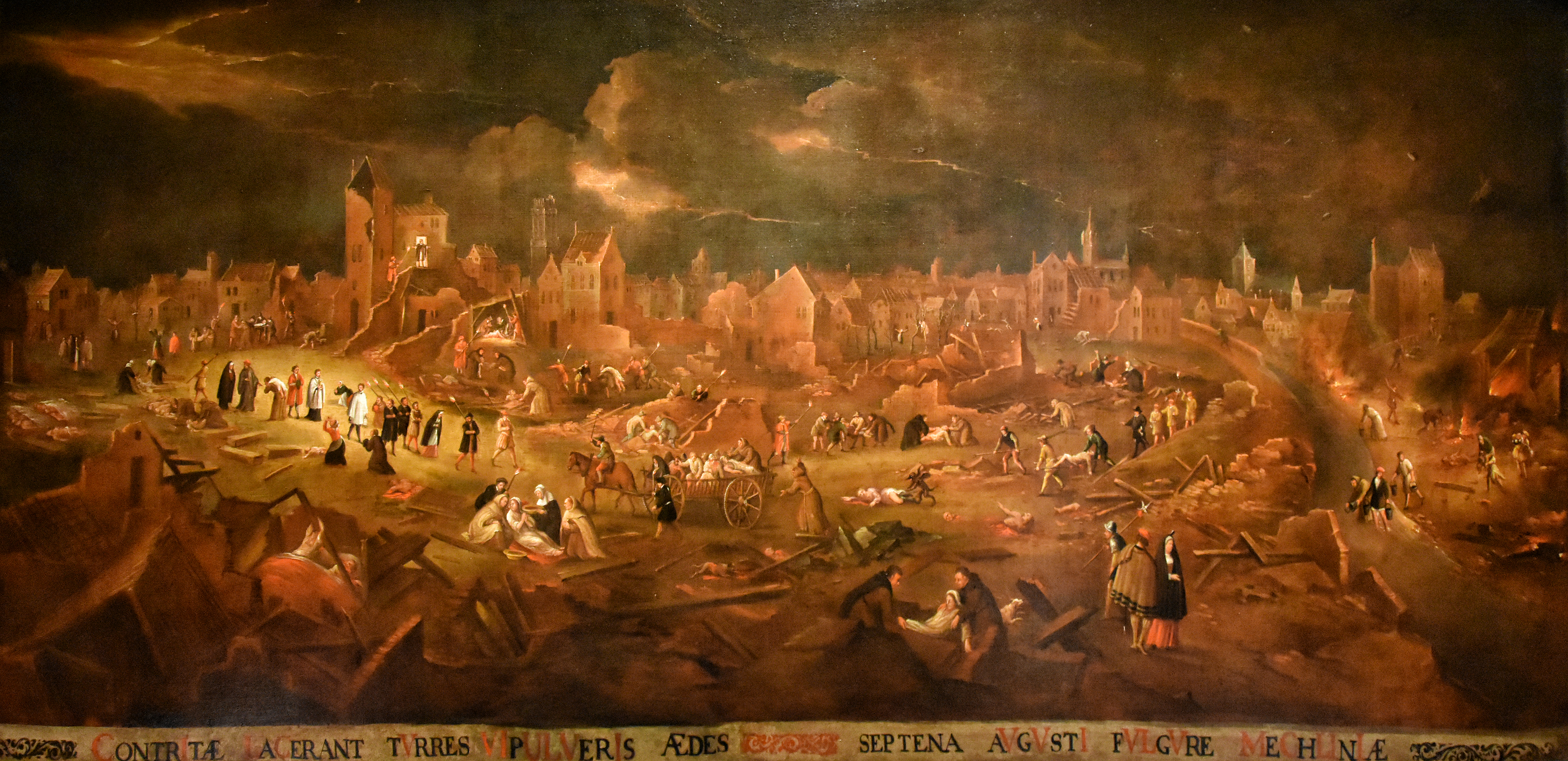
Mechelen na de ontploffing van de Zandpoort in 1546 (Jan Verhuyck, Museum Hof van Busleyden)

De Blokpoort stond tussen de Koeipoort en de Nekkerspoelpoort, op de huidige Zwartzustersvest. Zij werd onder meer ook gebruikt door de zwartzusters. In 1675 werd deze poort nog versterkt met een buitenpoort. Maar deze poort werd al in de 18e eeuw genivelleerd met de stadsmuren.

### Zandpoort
De Zandpoort stond ter hoogte van de Bleekstraat. In 1361 werd de poort afgesloten na een opstand van de wevers, die via deze poort de stad in moesten. Ook de brug over de stadsgracht werd afgebroken. In 1496 brandde de poort af. De ruïne deed daarna dienst als munitieopslagplaats. De Zandpoort ontplofte toen de bliksem er insloeg op 6 augustus 1546. Tweeduizend vaatjes buskruit ontploften en vernielden de poort volledig en ook 800 huizen in de omgeving.